# 富時MIB指數
富時MIB指數（義大利語：Financial Times Stock Exchange Milano Indice di Borsa，2009年6月之前稱為S&P/MIB）是意大利證券交易所的基準股票市場指數，該指數於2004年9月取代MIB-30。該指數包括交易所交易量最大的40個股票類別。該指數從一開始就由標準普爾管理，直至2009年6月，這一職責被移交給了倫敦證券交易所集團的子公司FTSE Russell。

## 延伸閱讀
- Yahoo Finance page for FTSE MIB （页面存档备份，存于）
- Components of the MIB index from Borsa Italiana （页面存档备份，存于）